# Unidad de Prevención y Reacción
Las Unidades de Prevención y Reacción, UPR, de la Policía Nacional fueron creadas en el año 2002 por el Ministerio del Interior, e integradas en las Brigadas Provinciales de Seguridad Ciudadana, para aliviar el exceso de actividades desarrolladas por las Unidades de Intervención Policial (UIP).
El 20 de noviembre de 2012 se anunció públicamente la reorganización de esta unidad, convirtiéndose oficialmente en una Unidad Especializada, con dependencia orgánica en lo relativo a medios y uniforme de la Jefatura de Unidades Especiales y funcionalmente a la Brigada Provincial/Local de seguridad ciudadana de la ciudad donde tenga su sede. Su formalización quedó resuelta mediante resolución de la Dirección General de la Policía, el 5 de noviembre de 2013, estableciéndose a su vez el distintivo oficial de la unidad.
Su misión se centra en el desempeño de tareas de prevención y restablecimiento del orden público cuando por su escasa entidad o conflicto no sea necesaria la presencia de la UIP, prestando apoyo a otras unidades policiales e instituciones, y reaccionando ante acontecimientos imprevistos que pongan en peligro la seguridad ciudadana.
Los integrantes de la UPR tienen que realizar un curso impartido por la Jefatura de Unidades Especiales, con instructores de la UIP y la UPR. Su duración es de dos semanas, y los agentes seleccionados reciben formación específica, teórica y práctica, relacionada con las misiones de la unidad. Dicho curso se realiza en diferentes sedes repartidas por todo el territorio nacional, y tiene programas específicos para los policías y oficiales integrados en los equipos operativos, y un curso de mando para los inspectores y subinspectores responsables de los grupos y subgrupos operativos.  

## Distribución territorial
En la actualidad, las Unidades de Prevención y Reacción están formadas por 2190 efectivos entre Escala Básica, Subinspección y Ejecutiva. Estos efectivos se reparten en Secciones Operativas, Grupos Operativos, Subgrupos Operativos y Equipos Operativos. 
Una Sección Operativa de UPR consta de 3 o más Grupos. En Madrid existen 4, una Sección Central dependiente de la Jefatura de Unidades Especiales (responsable de la organización y coordinación de todos los Grupos) y 3 Secciones Operativas. Valencia y Sevilla tienen una Sección Operativa respectivamente. 
Los Grupos Operativos constan de 30 agentes, repartidos en 2 Subgrupos Operativos y un Equipo de Mando. Existen 72 Grupos Operativos distribuidos en 45 sedes por todo el territorio nacional.
La UPR de Madrid está integrada por 12 Grupos, divididos Subgrupos de motos, coches patrulla, coches camuflados y furgones policiales. Asimismo existe un Subgrupo de motos para la Casa Real. En total está integrada por 378 agentes con indicativo “BRONCE”, en el que se han reunido las tres antiguas secciones denominadas "Centauros", "Zodiacos" y "Alazanes", todas ellas localizadas en la Comunidad de Madrid.

## Funciones
- En lo relativo al orden público, la Unidad de Prevención y Reacción se hace cargo de las concentraciones, manifestaciones y otros eventos públicos que no requieran la presencia de las Unidades de Intervención Policial (UIP), o colaboran con estas en eventos de mayor peligrosidad o magnitud.
- Esta unidad también es responsable de la respuesta frente al desarrollo de determinadas actividades delictivas, en especial aquellas se encuentran en lugares considerados como puntos negros, en coordinación con efectivos de comisarías locales o de distrito.
- Los funcionarios adscritos a esta unidad también realizan labores de protección de personalidades; colaboran con la Policía Judicial, Científica y de Extranjería en entradas y registros; y ayudan a jueces y tribunales en lanzamientos (desahucios) y otras actuaciones judiciales.
- La Unidad de Prevención y Reacción está preparada para intervenir, de forma inmediata, ante acontecimientos inesperados considerados menos graves y prestando auxilio o defensa a los ciudadanos en catástrofes o calamidades públicas.[2]
- La UPR también realiza controles antiterrorista, y funciones de seguridad ciudadana. Actualmente los agentes que integran esta unidad están preparados para actuar ante incidentes Amok, al objeto de neutralizar actos terroristas con ataques indiscriminados.

## Uniformidad
En el momento de su creación, las UPR emplearon el primer uniforme de la UIP (1990), de tipo mono de faena, que ya estaba siendo reemplazado en dicha unidad. En 2009, tras adoptarse la nueva uniformidad genérica para todo el Cuerpo Nacional de Policía, la unidad vistió temporalmente el mismo uniforme que el resto de unidades de seguridad ciudadana (GAC). Y a partir de 2012, con el establecimiento oficial de la UPR como Unidad Especializada dentro de la Policía Nacional, queda definido un nuevo uniforme, que se mantiene hasta hoy con algunas actualizaciones: prenda superior de manga corta o larga, jersey, guerrera o chaquetón goretex opcionales, todas con el escudo de la unidad en la manga derecha; pantalones con protecciones para orden público y tareas especiales; botas de caña alta, vistiendo pantalón por dentro de las mismas.
| Uniformes de la UPR |           |                 |
|                     |           |                 |
| 2005-2009           | 2009-2012 | 2012-Actualidad |

## Medios y armamento
Los integrantes de la UPR cuentan con material de dotación individual para control de masas y orden público, compuesto por: casco anti-trauma, chaleco anti-trauma y protecciones exteriores para piernas. Estos equipos han sido actualizados, utilizando medios equivalentes a los que emplea la UIP.
Entre el material de dotación colectiva que se porta en los vehículos junto al individual, la UPR cuenta con escudos de orden público, escudos invertidos para reducciones, escudos balísticos para amenazas armadas, y otros elementos como arietes, cizallas, mazas, etc., que son empleados en las entradas y registros que requieren fuerza o factor sorpresa.  
Respecto al armamento y municiones empleado por la UPR, cuentan con una variedad de armas que abarcan distintas potencias de fuego y la posibilidad de emplear municiones no letales. En la actualidad sus integrantes disponen de:  
- Pistola H&K USP Compact - calibre 9 mm parabellum (arma reglamentaria de dotación individual en la Policía Nacional)
- Escopeta Franchi SPS-350 (con munición de postas, o con bocacha especial para disparar pelotas de goma o artefactos fumígenos y lacrimógenos)
- Subfusil CZ Scorpion EVO3 - calibre 9 mm
- Fusil de asalto H&K G-36 KV - calibre 5,56 mm
- Fusil de asalto CETME C - calibre 7,62 mm
- Rifle de precisión Mauser Nato / Mod. Coruña - calibre 7,62 mm

## Vehículos
La Unidad de Prevención y Reacción cuenta con diferentes vehículos para sus cometidos, que van desde las furgonetas con rejas protectoras y patrullas con distintivos policiales, hasta motos o la disposición de vehículos sin rotulación para realizar tareas de paisano. La flota de vehículos oficiales de la unidad está compuesta por: 

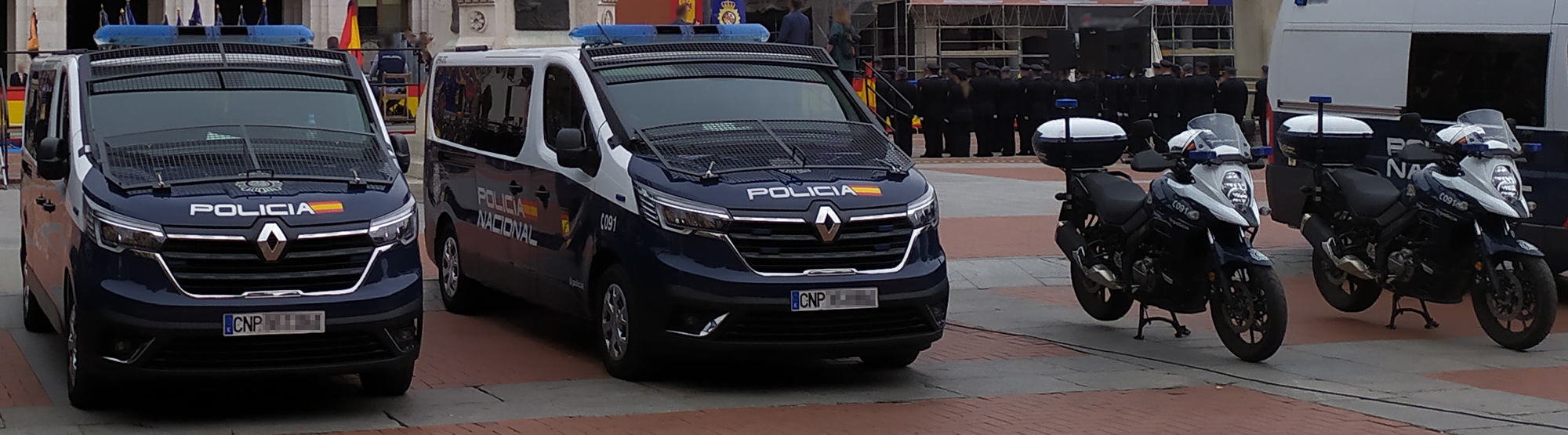
Vehículos de la UPR

#### Furgonetas
- Mercedes Vito
- Renault Traffic
- Fiat Talento
- Nissan NV300
- Opel Vivaro
- Citroën Jumpy (en proceso de reemplazo)

#### Motocicletas
- Zero DSR (eléctrica)
- BMW F750 GS
- Honda NT
- Honda Deauville
- Honda Transalp
- Yamaha XT
- Suzuki V Strom 650

#### Otros
- Citroën C5 Aircross
- Citroën C4 Picasso
- Nissan X-Trail
- Toyota Land Cruiser